# テキサス大学ダラス校
テキサス大学ダラス校（英語: University of Texas at Dallas）は、米国テキサス州リチャードソンに本部を置く州立大学である。テキサス大学システムの一つ。通称、UT DallasもしくはUTD。1969年に創立された。

## 歴史

### 設立
1961年に、テキサス・インスツルメンツ(TI)の研究機関の一部、Graduate Research Center of the Southwest（後にSouthwest Center for Advanced Studies (SCAS)に改名）として設立された。1969年に博士課程の大学院生のみを受け入れる大学院大学として、テキサス大学システムの一つと認められて大学となった。その後、1990年から学部1年生の受け入れを開始した。2009年に大学開校40周年、また、学部一年生を受け入れ始めてから20周年記念となった若い大学である。「USニューズ&ワールド・レポート」誌の2011年版最良のカレッジでは、テキサス大学ダラス校を「第1層」（Tier-1）にランク付けされた。テキサス州の公立大学の中ではテキサス大学オースティン校とテキサスA&M大学に次いで第3位にあたる。

## キャンパス
メインキャンパスは、テキサス州ダラス近郊のリチャードソンにある。約1000エーカーの広大な敷地面積を持つ。また、テキサス大学サウスウェスタンメディカルセンターの近くにもキャンパスがある。

## 学問

### 学部生
新入生のSAT (大学進学適性試験)平均スコア（math & critical reading）は毎年1200を超えており、これはテキサス州の公立大学で最も高い。

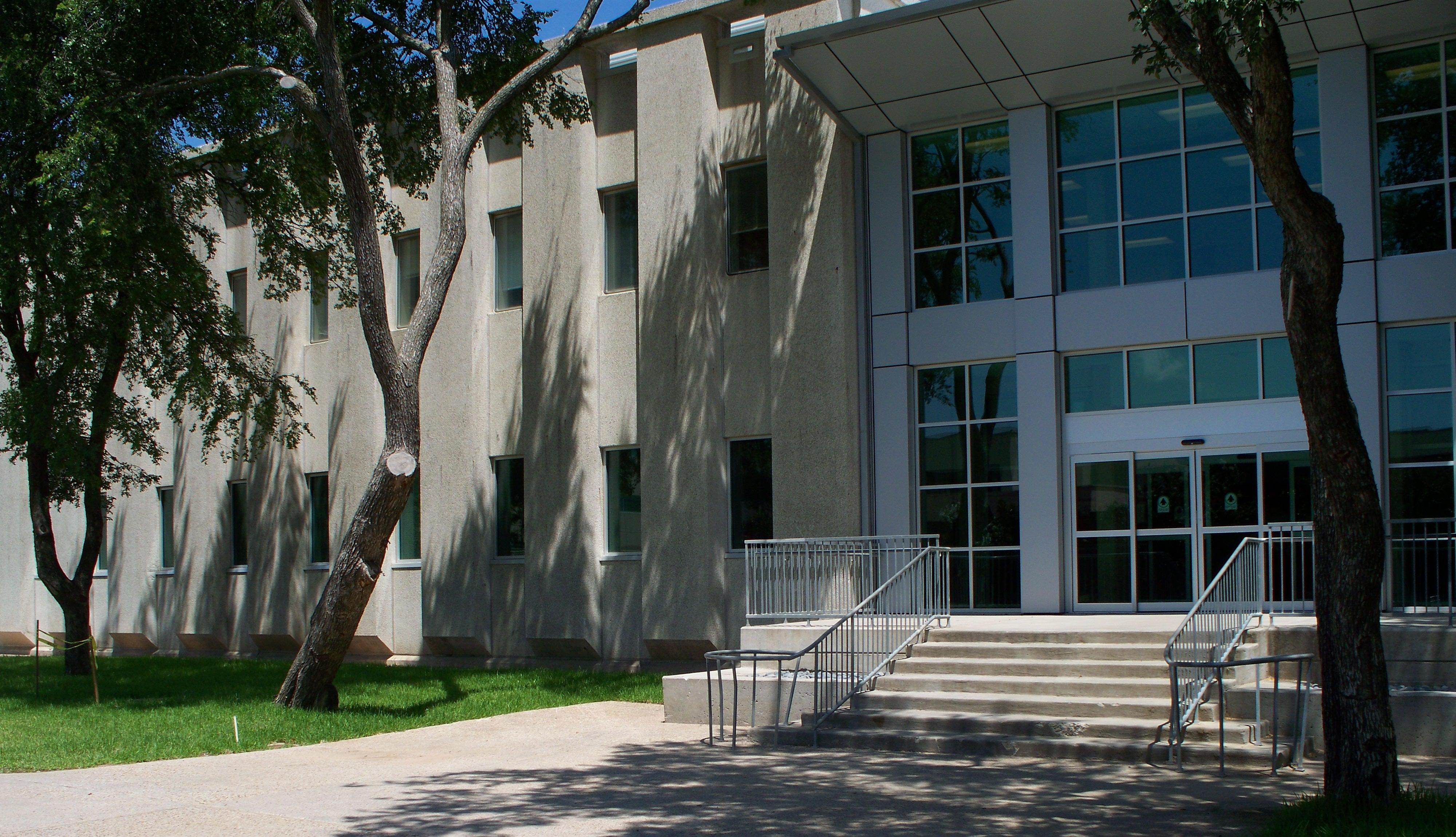
Founders Building

### 研究
TIの研究機関を前身としているため、設立当初から研究型大学として発展してきた。学部１年生受け入れ開始から、わずか20年でTier-1の研究型大学になるなど、特に近年の発展は目覚しく、2010年8月における研究費は8500万ドルとなり、過去4年間で60%以上増えている。 また、カーネギー財団による評価ではUTDは高い研究活動を行なっている機関に分類されている。研究では特に、 宇宙科学、コンピュータセキュリティ、ナノテクノロジー、行動科学や脳科学等の50以上ある研究センターを中心に高い評価を得ている。

## 著名な関係者
現在までに3名のノーベル賞受賞者が所属しており（現在は1人）、また4名の全米アカデミーズ会員を擁している。
- ラッセル・ハルス - 現ヴァイスプレジデント（研究と経済開発）、元同校物理学科教授（1993年ノーベル物理学賞）
- アラン・マクダイアミッド - 元化学科教授（2001年ノーベル化学賞）：同校には彼の名を冠したAlan G. MacDiarmid NanoTech Instituteがある。
- ポリカプ・クッシュ - 元物理学科教授（1955年ノーベル物理学賞）

その他の関係者は、英語版関係者リストを参照。

## ギャラリー

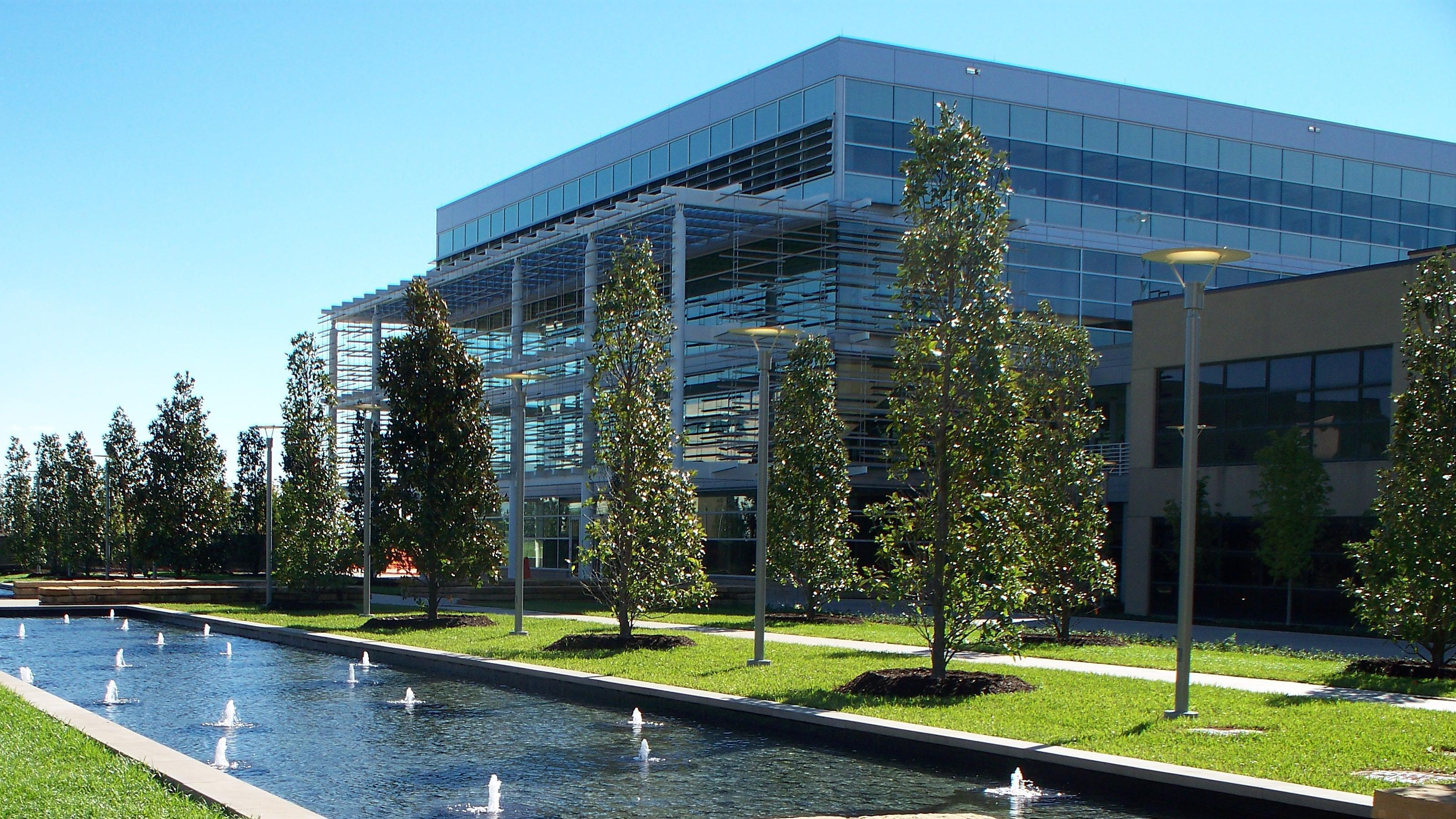
テキサス大学ダラス校学生サービスビル、 - LEEDのプラチナ評価を取った
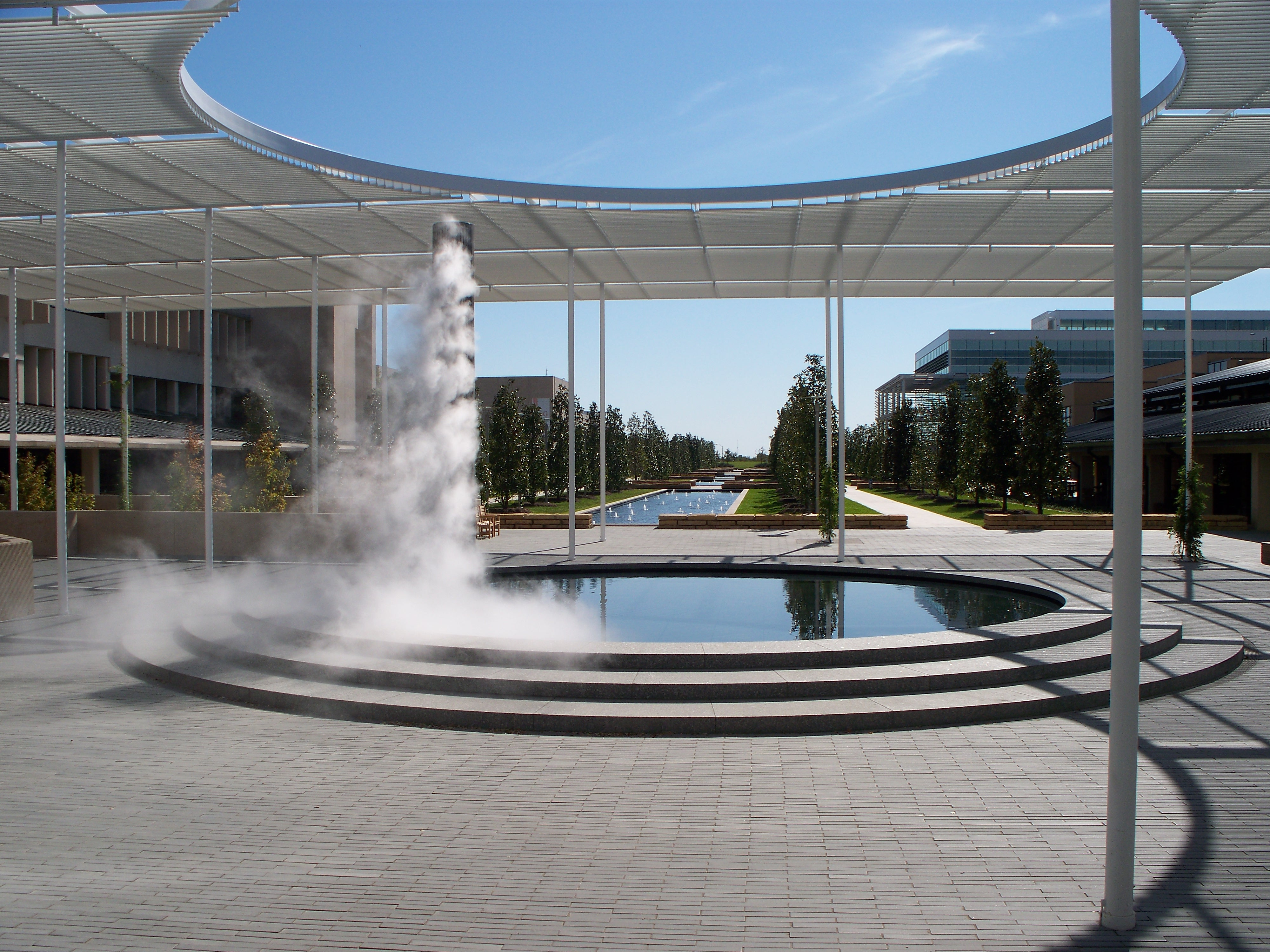
キャンパス内の散歩道の一部
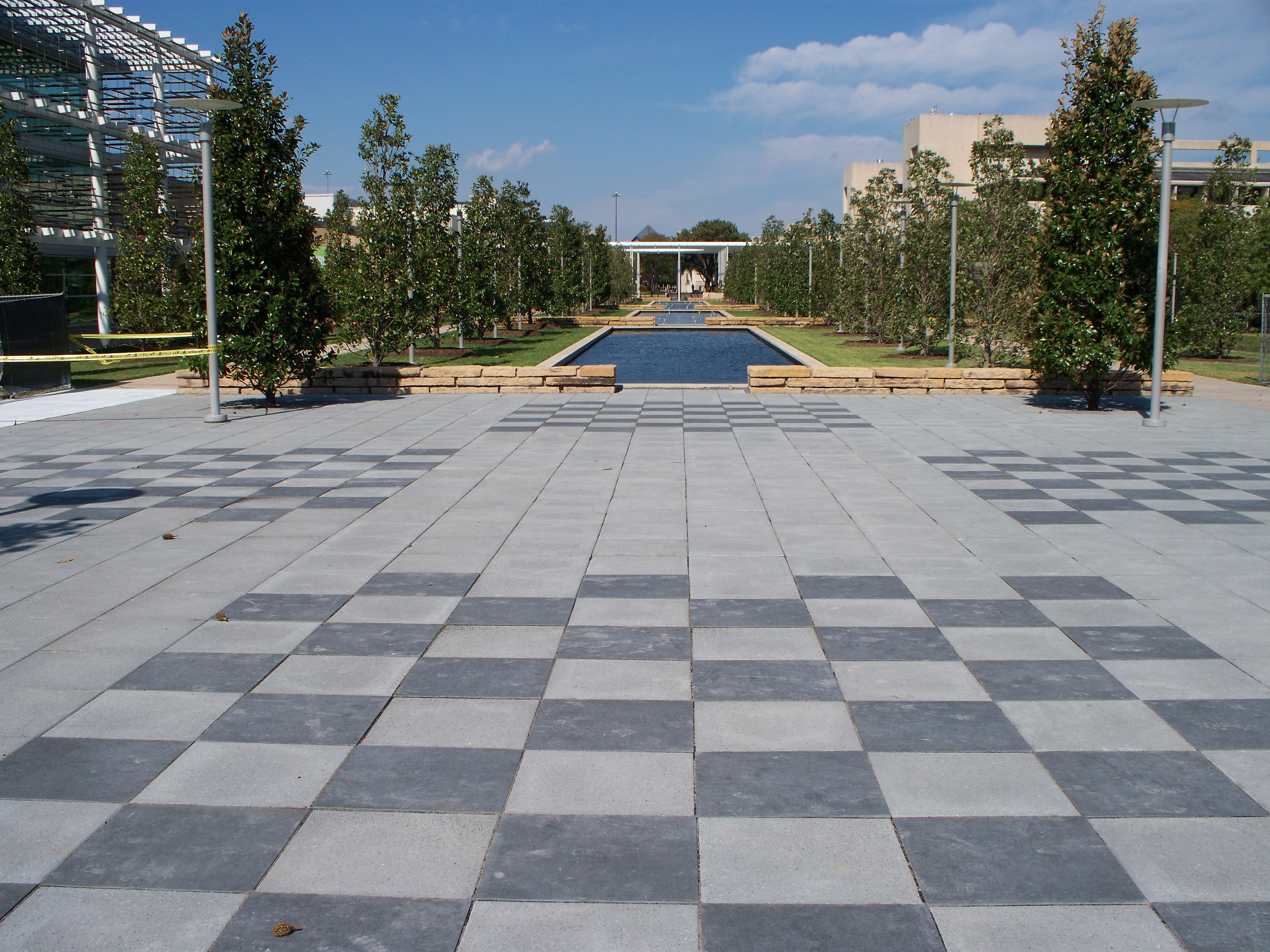
等身大チェスボード

## 関連校
- テキサス大学オースティン校
- テキサス大学サンアントニオ校